# Quemado por el sol
Quemado por el sol (en ruso: Утомлённые солнцем, Utomlyónnyie sólntsem; Sol ardiente en Hispanoamérica) es una película rusa dirigida por el director de cine y actor Nikita Mijalkov. La película ganó el Gran Premio del Jurado en el Festival de Cannes de 1994 y el Óscar a la mejor película extranjera en el 1994, entre otros premios.

## Trama
Afueras de Moscú (Unión Soviética), verano de 1936. Serguéi Kótov, un veterano bolchevique, distinguido excombatiente de la Guerra Civil Rusa, vive retirado en una dacha en el campo con su esposa Marusia y su hija de seis años, Nadia, cuando el administrador de una cooperativa agrícola irrumpe para solicitarle ayuda, pues unos tanques del Ejército Rojo ejecutarán maniobras en la zona poniendo en peligro el cultivo de trigo. Molesto por la noticia, Kótov acude con su esposa e hija al punto de reunión de los tanques, donde lo reciben campesinos y soldados. Portando su antiguo gorro militar, los oficiales a cargo de los tanques lo reconocen como un distinguido veterano y rehúsan expulsarlo. Kótov pide resueltamente hablar por la radio de un tanque, y por este medio se dirige personalmente al mariscal Mijaíl Tujachevski (a quien llama familiarmente "Misha"), ante la sorpresa y admiración de campesinos y soldados. Tras una breve charla amistosa, Kótov persuade al mariscal a realizar sus maniobras en otro lugar.
Kótov y su familia vuelven a su dacha y encuentran allí una gran reunión de la familia de Marusia. A la celebración llega Mitya, un ex prometido de Marusia, quien había desaparecido en 1923 tras haber sido veterano del Ejército Blanco durante la guerra civil. Presentado por Marusia como "tío Mitya", el recién llegado es reconocido de inmediato y bien recibido gracias a su natural carisma. Pero la situación se tensa cuando Mitya revela que ahora trabaja para la NKVD, la policía política de Stalin, y que llega para arrestar a Kótov como "sospechoso de conspiración". Ambos hombres se encuentran y discuten; así se puede conocer que Mitya acusa a Kótov de obligarlo a enrolarse en la policía secreta, de haberle quitado el amor de Marusia y hacerle perder su profesión de pianista. Kótov acusa a Mitya de haber sido espía de la NKVD en Francia, donde tramó el secuestro y envío a la URSS (para su posterior ejecución) de ocho exgenerales del Ejército Blanco a quienes traicionó, tachando a Mitya de "vender su lealtad".
Kótov acusa finalmente a Mitya de tramar su arresto como una vulgar revancha personal, y se jacta de su pasado como veterano condecorado y su cercanía al régimen de Stalin, previniendo que la acusación de Mitya será fácilmente rebatida. Mitya amenaza a Kótov con usar tales palabras en su contra cuando sea arrestado por conspirar contra el régimen y alta traición. Kótov y Mitya están a punto de iniciar una pelea a golpes, pero la llegada de Marusia los obliga a fingir amistad. En ese momento, un conjunto de "Jóvenes Pioneros" llega a la dacha a rendir un breve homenaje a Kótov como héroe de guerra, y este pide a los niños allí presentes rendir una promesa de lealtad al régimen de Stalin y al Partido Comunista de la Unión Soviética, ante la mirada de Mitya y de unos agentes de la NKVD que llegan al mismo tiempo para arrestar a Kótov.
Para no despertar sospechas, Kótov y Mitya acceden a que la pequeña Nadia los acompañe hasta el automóvil policial, donde padre e hija se despiden. Ya en el auto, Kótov promete a Mitya que destruirá su carrera de agente tras denunciar al propio Stalin lo que está sucediendo. De repente, en la carretera aparece el camión de un campesino que se ha extraviado y bloquea la vía. Kótov intenta bajar del auto para auxiliar, pero en ese instante es golpeado y esposado por dos agentes, ante la mirada atónita del campesino perdido. Los agentes bajan del auto y acusan al campesino de tratar de liberar a Kótov y lo asesinan a tiros junto a su vehículo, abandonando el cadáver. Ante tal espectáculo, Kótov queda horrorizado y empieza a sollozar, entendiendo que su arresto es realmente una orden del gobierno y no una simple maniobra personal de Mitya.
La siguiente escena muestra a Mitya desangrándose hasta morir en una bañera, tras cortarse las venas y escuchando un melancólico tango. Sigue una escena de la pequeña Nadia caminando hacia su dacha en medio del campo y el filme culmina con una leyenda:
"El comandante Serguéi Petróvich Kótov se confesó culpable de todas las acusaciones y murió ejecutado en agosto de 1936. Marusia fue arrestada y murió en el Gulag en 1940. Aunque arrestada con su madre, Nadia sobrevivió y logró que las tres sentencias fueran anuladas durante el Deshielo de Jrushchov. Heredando el talento musical de su madre, Nadia Kótova trabaja como profesora en Kazajistán. Este filme está dedicado a todos los que fueron quemados por el sol de la Revolución."

## Reparto
- Oleg Ménshikov - Dmitri Arséntiev (Mitya)
- Nikita Mijalkov - Coronel Serguéi Petróvich Kótov
- Ingeborga Dapkūnaitė - Marusia
- Nadezhda Mijalkova - Nadia
- André Oumansky - Philippe
- Viacheslav Tíjonov - Vsévolod
- Svetlana Kryuchkova - Katia Mójova
- Vladímir Ilyín - Kirik
- Alla Kazanskaya - Lidiya Stepánovna
- Nina Arjípova - Yelena Mijáilovna
- Avangard Leóntyev - Chauffeur
- Inna Ulyánova - Olga Nikoláyevna
- Lyubov Rúdneva - Lyuba
- Vladímir Ryábov - Oficial del NKVD
- Vladímir Beloúsov - Hombre del NKVD